# Acantholyda flaviceps
Acantholyda flaviceps är en stekelart som först beskrevs av Anders Jahan Retzius 1783.  Acantholyda flaviceps ingår i släktet Acantholyda, och familjen spinnarsteklar. Arten är reproducerande i Sverige.